# Ворошилова Катерина Давидівна
Катерина Давидівна Ворошилова (ім'я при народженні — Гітля Горбман, потім Голда Горбман) (1887—1959) — дружина маршала Радянського Союзу Климента Єфремовича Ворошилова, російська революціонерка, потім — радянський державний та партійний діяч.

## Біографія
Голда Давидівна Горбман народилася у селі Мардарівка під Одесою в 1887 році в єврейській родині. Батько — Давид Лейбович Горбман, був маклером, помер у 1910 році від астми.
У 1897 році Голда Давидівна вступила до професійного училища ім. О. Сегал у Одесі, яке закінчила у 1902 році.
Працювала кравчинею. Після знайомства з Серафимою Гопнер захопилася революційними ідеями і у 1904 році, у віці 17 років, долучилася до партії соціалістів-революціонерів. За революційний активізм заслана до Архангельської губернії, де познайомилася з Авелем Єнукідзе, якого покохала. Стосунки були розірвані одразу після вагітності Голди. Дівчині довелося зробити аборт, внаслідок чого вона на все життя залишилася безплідною.
Знайомство із засланим Ворошиловим у кінці 1909 року принесло глибокі почуття. Проживши на батьківщині півтора місяці після звільнення, Голда повернулася у заслання до коханого. Жандарм, приставлений до Климента, вимагав її від'їзду. Тоді молодята пішли на хитрість: повісили у хаті вирізаний з журналу портрет імператора, зібрали селян-свідків. Прийшовши жандарм став матюкатися, що стороння не поїхала. У відповідь Климент вказав, що той сміє лихословити перед ликом государя — жандарм злякався відповідальності та дозволив дівчині залишитися.[джерело не вказане 2284 дні]
Шлюб їх був дозволений при умові вінчання у церкві. Голда прийняла православне хрещення і стала Катериною Давидівною Ворошиловою. Молодята звільнилися із заслання у вересні 1910 року. Родина прокляла віровідступницю та провела формальний обряд її поховання.
Катерина Ворошилова змінила й політичні погляди, ставши марксистською. У 1917 році вступила до РСДРП(б). Слідувала за чоловіком і в роки Громадянської війни, виконуючи функції помічниці, соратниці — як дружина командира брала на себе турботу про жінок, дітей, старих. У 1924 році, прибувши до Катеринослава, дізналася про дії працівника соцзабезу Шалехіна, який відмовлявся платити пенсії пенсіонерам царського часу — на його думук, ці «буржуї та старорежимники» не заслуговували нічого, окрім спалення у крематорії. З подання Катерини Ворошилової відбулося негайне зняття Шалехіна та відновлення пенсійних виплат.
Емігрантське видання у 1925 році стверджувало, що Ворошилов зумів піднятися «наверх» завдяки дружині, яка пробудила у ньому духовні інтереси (до читання — він краще за всіх членів партзборів цитував класиків марксизму-ленінізму) та зуміла завдяки своїй комунікабельності та привабливості «дістати» йому друзів у владних колах.

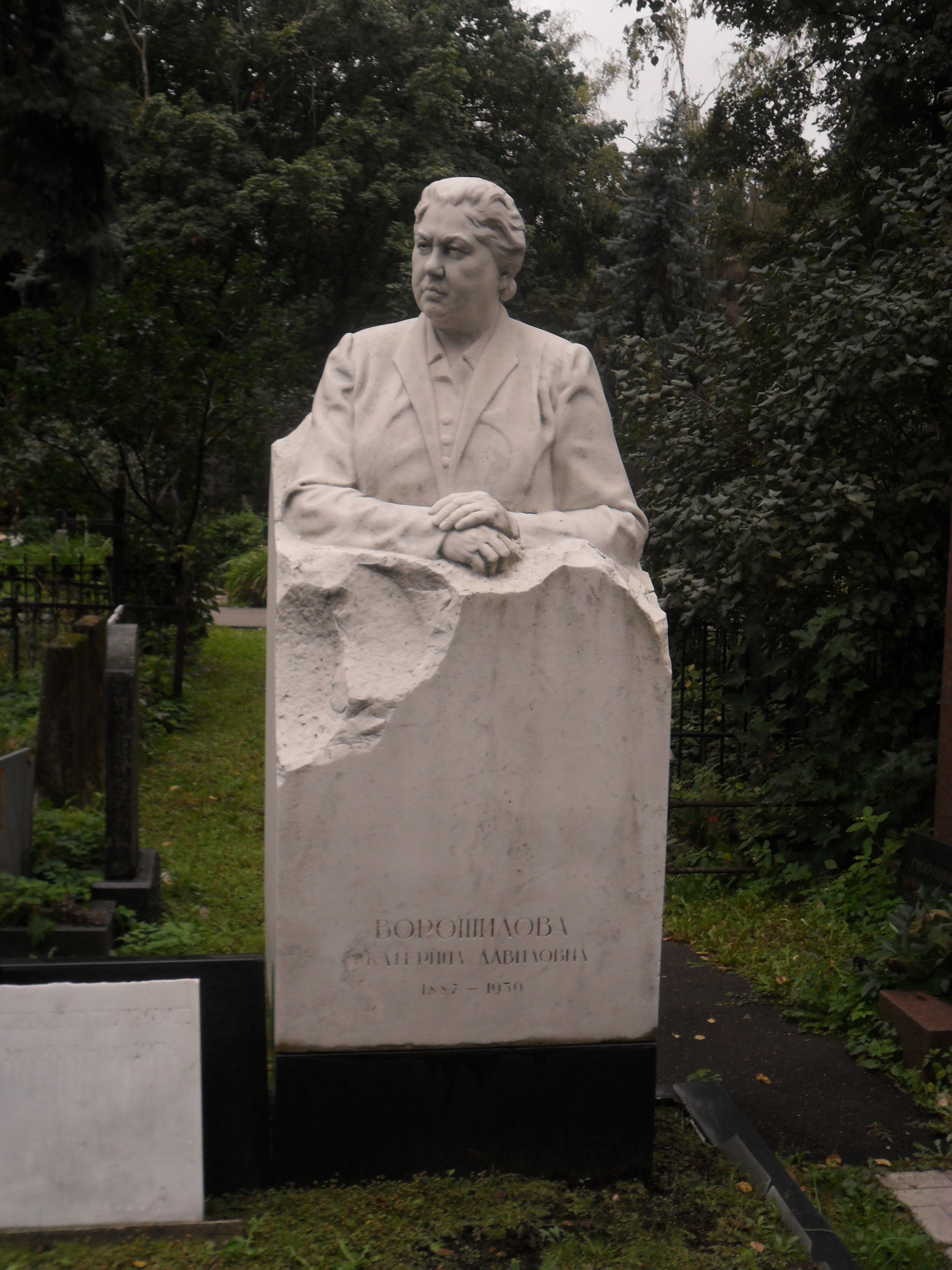
Могила Ворошилової на Новодівочому цвинтарі.

Після хвороби у 1928 році та операції, що послідувала за нею, погладшала, перестала собі подобатися. Припинила з'являтися на публіці, закрилася «коконом» від усіх, крім родини. З цього періоду Катерина Ворошилова здобула імідж типової радянської партледі — непоказної, сухої, холодної, суворо ділової — «парттітки» за визначенням сучасників. Можливо причиною згортання публічності став також острах арешту. Ймовірно, Катерина Давидівна знала таємницю самогубства Надії Аллілуєвої — остання її сварка зі Сталіним відбулася на бенкеті у будинку Ворошилових.
Щоденник, ведений дружиною маршала протягом десятиліть, старанно уникає опису «проблемних місць» — очевидно, в розрахунку на його вивчення співробітниками НКВС. Записи дозволяють судить про присутність кохання між подружжям протягом усього життя. Так, повідомляючи про пожежу на дачі у 1949 році, Катерина Давидівна зазначила, що найсильніше шкодує про листи чоловіка, які згоріли.
У 1953 році у Катерини Давидівни був діагностований рак. Вона продовжувала працювати, протягом довгого часу приховуючи хворобу від чоловіка. Померла на 73-ому році життя у 1959 році.

### Діти
Дітей у Ворошилових не було. У 1918 році вони усиновили сироту Петра (1914—1984); після смерті Михайла Фрунзе взяли на себя його дітей Тимура (1923—1942) і Таню (н. 1920).

### У культурі
Образ суворої партійної жінки Каті Іванової у фільмі «Дівчина з характером» був змальований з Катерини Ворошилової — навіть ім'я не стали міняти.